# Montesa Competició
La Montesa Competició, anomenada a l'època en castellà, Competición, i coneguda també com a Montesa Grand Prix o Montesa 125 GP, fou un prototipus de motocicleta de velocitat desenvolupat entre 1948 i 1951 per Montesa per tal de competir en el pla internacional dins la categoria dels 125cc. Equipada amb un motor de dos temps monocilíndric refrigerat per aire de 124,5 cc muntat en un bastidor tubular de simple bressol, la Competición va ser dissenyada per Francesc Xavier Bultó a partir de la B-46/49 i fou l'antecedent immediat de la reeixida Sprint de 1953.
Montesa millorà constantment aquest prototipus tot creant-ne diverses versions, totes elles molt competitives: la de 1951, per exemple, amb un pes de només 61 Kg era una de les motocicletes més lleugeres mai inscrites a la categoria de 125cc. A més, malgrat ser superada en velocitat punta per les millors motocicletes de quatre temps italianes, era la moto de dos temps més ràpida de l'època dins la seva categoria.

## Història

### La primera versió (1948)
Iniciada la seva activitat el 1945, Montesa va acumular onze campionats d'Espanya durant els seus primers anys d'existència (en les categories de 100, 125, 150 i 250cc). El 1948, l'empresa debutà en competició internacional (era la primera marca catalana a fer-ho) tot presentant un equip de fàbrica equipat amb sengles unitats experimentals del seu prototipus, conegut com a Montesa Competición, a la cursa de 125cc del Dutch TT d'Assen. En una cursa amb 32 pilots i 14 marques de motocicletes, Montesa aconseguí la cinquena posició gràcies a Josep Maria Llobet Turuta, a més de la novena i la quinzena.
Fou, doncs, al Dutch TT de 1948, disputat el 26 de juny, on Montesa començà a experimentar amb un nou motor que anomenà X-48/49 Montjuïc i que encetà l'etapa dels motors de la sèrie "X", els quals substituïren des d'aquell moment els que havien dut fins aleshores els prototipus de competició, derivats del de la B-46/49 de turisme. El nou motor X-48/49 Montjuïc, amb pistó sense reflector i un diàmetre de 54,2 x 54 mm de carrera, fou provat intensament en competició i assajat sobre pistes i en proves diverses.
Gràcies a l'empenta de Francesc Xavier Bultó, un entusiasta de les curses, Montesa anà bastint un potent departament de competició amb pilots com ara Joan Soler Bultó, Turuta, Leopoldo Milà, els germans Arturo Lucas i José Antonio Elizalde o Joan Bertrand. Amb el temps, a més, s'hi anaren incorporant Marcel Cama, John Grace, Paco González i els germans Enric i Jordi Sirera entre d'altres. Tot pilotant els primers prototipus de la X-48/49, l'equip oficial aconseguí durant l'any 1949 nombroses victòries en diverses curses (sempre dins la seva categoria, 125cc), entre elles les següents:
- Circuit de Montjuïc, 6 de març: Leopoldo Milà
- IX Pujada a Montserrat, 1 d'abril: Arturo Elizalde
- Circuit de Montjuïc, 8 de maig: Joan Soler Bultó
- Trofeu Interclubs de Sant Quirze Safaja, 25 de setembre: Arturo Elizalde
- Pujada a la Rabassada, 27 de novembre: Joan Soler Bultó

La primera victòria internacional de la marca arribà el mateix 1949 amb el triomf de Joan Soler Bultó al VI Premi Internacional de Barcelona, celebrat a Montjuïc, amb un prototipus a partir del qual es va desenvolupar la següent versió de fàbrica, estrenada el 1951.

### La versió de 1951
La nova versió de competició de Montesa, anomenada X-51, incorporava nombroses millores tècniques al motor i es presentà el 1951 durant el VIII Premi Internacional de Barcelona, celebrat a Montjuïc el 8 d'abril. Aquell any, la cursa tenia per primer cop la categoria de Gran Premi puntuable per al Mundial de motociclisme (era el II Gran Premi d'Espanya), cosa que representà el debut de Montesa en aquesta competició. La firma hi aconseguí el resultat d'un cinquè i sisè lloc individuals (Joan Soler i Arturo Elizalde) i el tercer en l'apartat de marques. Dos mesos després, Montesa viatjà al Tourist Trophy de l'Illa de Man (Manx TT) amb Joan Soler, Josep María Llobet Turuta i el basc Xabier Ortueta, aconseguint-hi Soler el cinquè lloc i Turuta, el sisè (Ortueta es retirà). Montesa assolí així el segon lloc a la classificació de marques i es començà a destacar com a la millor moto de dos temps del campionat, però la manca de recursos li impedí de competir a les tres curses següents (Dutch TT d'Assen, Gran Premi de l'Ulster i Gran Premi de les Nacions a Monza), havent de renunciar també a fer cap altra sortida internacional durant aquell any i els dos següents. Tanmateix, la versió X-51 es tornà a millorar el 1952, aquest cop amb l'adopció d'un petit carenat frontal i la incorporació d'una quarta velocitat (fins aleshores, la caixa de canvis era només de tres).
Montesa tornà al mundial el 4 d'octubre de 1953, en ocasió del Gran Premi d'Espanya disputat a Montjuïc (darrera prova de la temporada). La marca hi inscrigué cinc motos a la categoria dels 125cc, aconseguint-hi Marcel Cama el cinquè lloc a només 18 anys. Aquella fou la darrera ocasió en què competia una Montesa del tipus Competición, ja que d'ençà de 1954 la marca començà a participar amb les de tipus "Sprint", estrenades el febrer d'aquell any en dos grans premis internacionals celebrats a São Paulo (Brasil).

## Característiques
La Competició era, de fet, més un model esportiu preparat que no pas una autèntica moto de curses. Malgrat tot, per bé que molt inferior en tot als prototipus de quatre temps de les fàbriques italianes, la Montesa es demostrà sorprenentment ràpida, fiable i molt més silenciosa, una qualitat força inusual per a una moto de dos temps.
Dotada d'encesa per magneto, caixa de canvis separada i transmissions primària i secundària per cadena, el seu tret més característic era el sistema de lubrificació: el carburador, situat a l'esquerra, tenia un dipòsit separat muntat al davant, sobre el tub del bastidor, el qual, per mitjà d'un sistema de gota a gota, abocava al cap del carburador -muntat horitzontalment- l'oli necessari per a la lubrificació per mescla. L'oli d'aquest sistema estava contingut en un recipient cilíndric situat darrere del motor.

## Versions

### Llista de versions construïdes
| Versió      | Anys |
| ----------- | ---- |
| X-48/49     | 1948 |
| X-51        | 1951 |
| X-51 "1952" | 1952 |

### X-48/49
| Montesa X-48/49 Montjuïc | Montesa X-48/49 Montjuïc |
| --- | ------------------------ |
| Anys | 1948                     |
| CC | 124,589                  |
| Diàmetre x Carrera | 54,2 x 54 mm             |
| Compressió | ?                        |
| CV | ?                        |
| Canvi | 3 velocitats             |
| Suspensió davant | Forquilla telescòpica    |
| Suspensió darrera | Doble amortidor bessó    |
| Pneumàtic davant | 19"?                     |
| Pneumàtic darrera | 19"?                     |
| Frens davant | Tambor                   |
| Frens darrera | Tambor                   |
| Pes en sec | 52,5 Kg                  |
| Capacitat dipòsit | ?                        |
| \| • Configuració motor \| \| ------------------------------------------------------------------------------------------------------------------------------------------------- \| \| - Tipus: 1 cilindre - Cicle: Dos temps - Règim màxim de gir: 7.000 rpm) - Refrigeració: Per aire - Carburador: 25 mm - Velocitat màxima: 123 km/h \| |                          |
| • Configuració motor |                          |
| - Tipus: 1 cilindre - Cicle: Dos temps - Règim màxim de gir: 7.000 rpm) - Refrigeració: Per aire - Carburador: 25 mm - Velocitat màxima: 123 km/h |                          |

### X-51
| Montesa X-51 | Montesa X-51               |
| --- | -------------------------- |
| Anys | 1951                       |
| CC | 124,589                    |
| Diàmetre x Carrera | 54,2 x 54 mm               |
| Compressió | ?                          |
| CV | 11,4 a 9.400 rpm           |
| Canvi | 3 velocitats               |
| Suspensió davant | Forquilla telescòpica      |
| Suspensió darrera | Doble amortidor de fricció |
| Pneumàtic davant | 19"                        |
| Pneumàtic darrera | 19"                        |
| Frens davant | Tambor                     |
| Frens darrera | Tambor                     |
| Pes en sec | 62 Kg                      |
| Capacitat dipòsit | ?                          |
| \| • Configuració motor \| \| ------------------------------------------------------------------------------------------------------------------------------- \| \| - Tipus: 1 cilindre - Cicle: Dos temps - Refrigeració: Per aire - Carburador: Dell'Orto 28 mm - Velocitat màxima: 135 km/h[x 2] \| |                            |
| • Configuració motor |                            |
| - Tipus: 1 cilindre - Cicle: Dos temps - Refrigeració: Per aire - Carburador: Dell'Orto 28 mm - Velocitat màxima: 135 km/h |                            |

Notes
1. ↑  61 Kg segons una altra font.[1]
2. ↑  145 km/h segons una altra font.[1]

### X-51 "1952"
| Montesa X-51 | Montesa X-51               |
| --- | -------------------------- |
| Anys | 1952                       |
| CC | 124,589                    |
| Diàmetre x Carrera | 54,2 x 54 mm               |
| Compressió | ?                          |
| CV | 12,4 (a 9.400 rpm?)        |
| Canvi | 4 velocitats               |
| Suspensió davant | Forquilla telescòpica      |
| Suspensió darrera | Doble amortidor de fricció |
| Pneumàtic davant | 19"?                       |
| Pneumàtic darrera | 19"?                       |
| Frens davant | Tambor                     |
| Frens darrera | Tambor                     |
| Pes en sec | ?                          |
| Capacitat dipòsit | ?                          |
| \| • Configuració motor \| \| -------------------------------------------------------------------------------------------------------------------- \| \| - Tipus: 1 cilindre - Cicle: Dos temps - Refrigeració: Per aire - Carburador: Dell'Orto 28 mm? - Velocitat màxima: ? \| |                            |
| • Configuració motor |                            |
| - Tipus: 1 cilindre - Cicle: Dos temps - Refrigeració: Per aire - Carburador: Dell'Orto 28 mm? - Velocitat màxima: ? |                            |